# Martin Klein (Rechtswissenschaftler)
Martin Klein (* 1977) ist ein deutscher Rechtswissenschaftler und Hochschullehrer. Er ist Professor an der Hochschule für Polizei und öffentliche Verwaltung Nordrhein-Westfalen (HSPV NRW).

## Biographie
Martin Klein besuchte die Theodor-Heuss-Schule in Pinneberg. An der Universität Bielefeld studierte er Rechtswissenschaften und absolvierte den Zusatzstudiengang Europa Intensiv. 2004 legte er das Erste Staatsexamen am Oberlandesgericht Hamm ab. Anschließend arbeitete er als wissenschaftlicher Mitarbeiter bei Christoph Gusy am Lehrstuhl für Öffentliches Recht, Staatslehre und Verfassungsgeschichte und promovierte sich 2006 zum Demokratischen Denken bei Gustav Radbruch. Das Referendariat zum zweiten Staatsexamen absolvierte er 2006 bis 2008 in Essen, wo er anschließend als Rechtsanwalt arbeitete.
2010 trat er als Rechtslehrer an der Offizierschule des Heeres in Dresden in den Dienst des Bundesministeriums der Verteidigung und wechselte 2012 in den Polizeivollzugsdienst des Landes Nordrhein-Westfalen, wo er von 2014 bis 2017 im Polizeipräsidium Bielefeld die Kriminalinspektion 3 leitete. Seit 2017 ist er zunächst als Dozent, seit 2018 als Professor an der Hochschule für Polizei und öffentliche Verwaltung Nordrhein-Westfalen (HSPV NRW) tätig und vertritt die Fächer Staatsrecht, Eingriffsrecht und Europarecht.